# Parașutiștii
Parașutiștii este un film de acțiune românesc din 1973 regizat de Dinu Cocea cu Florin Piersic și Dana Comnea și  în rolurile principale. A fost produs de Studioul Cinematografic București.

## Rezumat
Luncan este un locotenent-colonel la parașutiști, un comandant cam aspru și care își neglijează soția și fiul în favoarea meseriei. Un soldat pe nume Iuga nu mai are curaj să sară din avion cu parașuta din cauză că e certat de Luncan și după ce sare se accidentează. Când îl vizitează la spital, Luncan o cunoaște pe Nora, sora acestuia mai mare, o jucătoare de șah. Între Luncan și Nora apare o poveste de dragoste la prima vedere.

## Distribuție
- Florin Piersic — lt. col. Alexandru Luncan, comandantul unui batalion de parașutiști
- Dana Comnea — Ioana, soția col. Luncan, medic ortoped
- Silviu Stănculescu — mr. Nicu Deleanu, adjunctul col. Luncan, secretarul de partid al unității
- Valeria Seciu — Nora, sora mai mare a soldatului Iuga, membră a lotului național de șah
- Emanoil Petruț — gen.mr. Vasiliu, comandantul Comandamentului Trupelor de Parașutiști
- Gheorghe Naghi — plt. Busuioc, maistru militar (menționat Gheorghe Naghy)
- Nineta Gusti — mama Ioanei, soacra col. Luncan
- Elena Buhoci-Gurgulescu — Anca, concubina mr. Deleanu (menționată Ileana Gurgulescu)
- Geo Costiniu — soldatul Ștefan Iuga
- Răzvan Ștefănescu
- Constantin Guriță — subofițer de parașutiști
- Iosif Chiusbaian
- Virgil Andronic
- Costin Prișcoveanu
- Liviu Popa
- Ada Golescu
- Mara Costea
- Marin Cluceru
- Titus Gurgulescu (menționat Titi Gurgulescu)
- Răzvan Babaca
- Simion Blaga
- Vladimir Nandriș
- Alexandru Bălan
- Pierre Gherase
- Vasile Marcu
- Vasile Grigoriu
- Ileana Popovici (voce)